# 別所長治
別所 長治（べっしょ ながはる）は、戦国時代から安土桃山時代にかけての武将・大名。別所安治の嫡男。通称は小三郎。

## 生涯
元亀元年（1570年）、父・安治が没すると叔父の吉親（賀相）・重宗（重棟）を後見役に若くして家督を継ぐ。
別所氏は早くから織田信長に従っており、家督を相続した長治は天正3年（1575年）7月に信長に謁見、その後たびたび上京し信長に挨拶している。
天正5年（1577年）2月、信長が紀州征伐へ出陣すると、別所氏もこれに加勢。『信長公記』には長治の名があるが、長治自身は参陣せず、重宗を派遣したと考えられる。
天正5年10月、播磨平定のため羽柴秀吉が送り込まれてくる。秀吉は播磨の国衆から人質を徴収して播磨の大部分を平定し、織田氏と敵対する毛利方の上月城（播磨西端、兵庫県佐用町）を落城させ、長治は秀吉に協力する姿勢を見せていた。しかし天正6年（1578年）2月、長治は織田氏から離反、三木城に立て籠もり毛利氏に通じた。
この離反については、秀吉や信長に不信を抱いていた叔父・吉親の勧めによるものといわれ（『別所長治記』）、毛利氏のもとにいる足利義昭から離反工作を受けていたことからその影響が考えられる（「吉川家文書」）。また、別所氏以外の播磨の有力国衆らもこの時織田氏から離反しており、別所氏単独での行動でなく、それら国衆と連携したうえでのものである可能性がある。
離反した長治に対し、秀吉はすぐに三木城攻めを行う。天正6年4月には野口城が落とされ、7月には神吉城や志方城が落城するなど、三木城の支城は次々と失われていった。
また、籠城中の天正6年4月、理由は不明だが、参議の冷泉為純・為勝父子を殺害している。
毛利方から三木城への兵糧搬入経路が断たれ苦戦する中、天正7年（1579年）9月、毛利氏や本願寺からの援軍とともに三木城を包囲する織田軍を攻め、織田方の武将・谷衛好を討ち取っている。
しかしその後、包囲はより厳重になり、「三木の干殺し」と呼ばれる兵糧攻めが本格化し、籠城開始から2年後の天正8年（1580年）1月、長治・友之（弟）・吉親の切腹と引き換えに城兵を助命するとの条件で開城を決めた。秀吉からの贈物で最後の宴を催した後、長治は妻子や弟らとともに自害。介錯は家臣の三宅治忠が行った。享年23、または26とされる。
辞世は「今はただ　うらみもあらじ　諸人の　いのちにかはる　我身とおもへば 」。
なお、別所重宗の嫡子で後の八木藩主・吉治が実は長治の子であるとする系図が伝えられており、落城の際に連れ出され落ち延びたものとしている。
また「北摂三田の歴史」（北康利著）等で紹介される『上津畑ノ庄茶臼山記』という史料によると、家臣の後藤基国（後藤基次（又兵衛）の父）が、長治の千代丸という8歳の子を乳母、家来とともに上津城に逃がし、同城落城後に千代丸は帰農したとされている。
三木城跡の上の丸公園には、辞世の歌碑と、近年地元のライオンズクラブが寄贈した長治の騎馬武者石像が立てられている。

## 墓所・霊廟

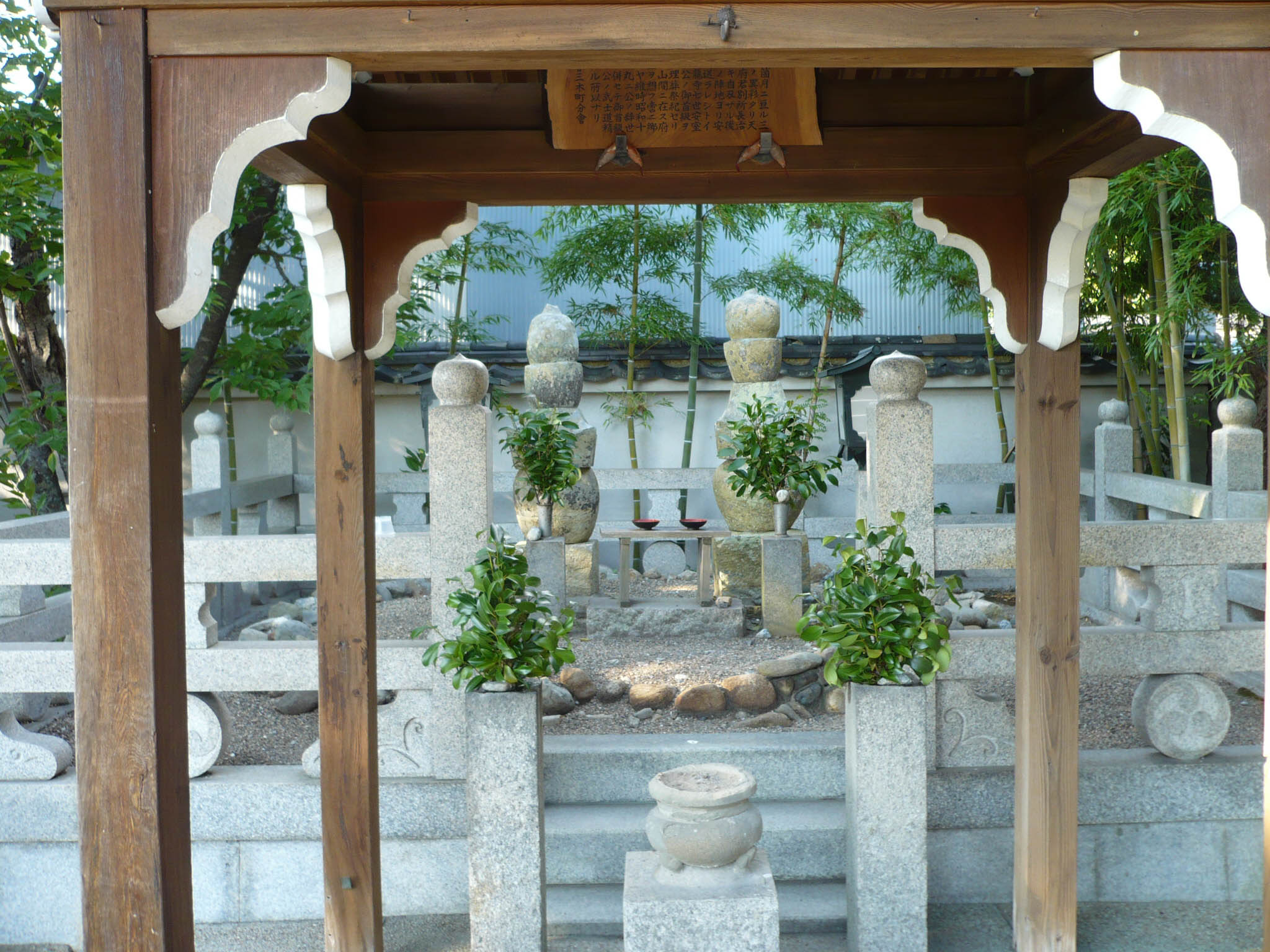
別所長治夫妻の首塚 / 雲龍寺

- 雲龍寺（首塚）：三木市上の丸町
毎年祥月命日の1月17日には法要が営まれ[42]、飢餓に喘いだ城兵が藁を食したという故事にちなんで藁に見立てたうどんが振るまわれる[43]。
- 法界寺（霊廟、別所家菩提寺）：三木市別所町東這田
月命日にあたる4月17日に追悼法要が営まれており、当時の合戦の様子を語る「三木合戦絵解き」が行われている[44]。

その他、毎年5月5日には長治を偲ぶ「別所公春祭」が催され辞世の歌碑を前にした歌碑祭の他、武者行列などのイベントが行われる。

## 関連事項

### 史料
- 「別所長治記」（別所方文献、来野弥一右衛門著。「別所記」とも。「播州御征伐之事」に作者自身の体験や伝聞を加え成立したとみられる[46]）
- 「播州御征伐之事」（織田方文献、大村由己著。「播磨別所記」ともいう）
- 「信長公記」（織田方文献、太田牛一著）

### 長治を題材とした作品
- 「虹、つどうべし－別所一族ご無念御留」（玉岡かおる著）
- 「雑賀の舟鉄砲」（短編集「軍師二人」「言い触らし団右衛門」に収録。司馬遼太郎著）
- 「武門の意地」（短編集「西国城主」に収録。野中信二著）
- 「裏切り涼山」（中路啓太著）
- 「一矢参らすべし」（短編集「青雲士魂録」に収録。津本陽著）
- 「今はただ恨みもあらず－別所長治」（短編集「滅びの将」に収録。羽山信樹著）